# 卡維恩
卡維恩（Kavieng）是太平洋島國巴布亚新几内亚的城鎮，也是新愛爾蘭省的首府，海拔高度10米，始建於1900年，是商業和旅遊中心，鎮內有機場設施，2012年人口19849。